# チャーリー1型原子力潜水艦
チャーリーI型原子力潜水艦（英語: Charlie I class submarine）は、ソビエト連邦海軍・ロシア海軍が運用していた巡航ミサイル潜水艦の艦級に対して付与されたNATOコードネーム。ソ連海軍での正式名は670型潜水艦（ロシア語: Подводные лодки проекта 670）。なお艦種記号上は潜水巡洋艦である。
ソ連海軍の量産巡航ミサイル原潜（SSGN）としては初めて、潜没状態での対艦ミサイル発射を可能とした艦級である。静粛性にも優れていたことから、主任務であるアメリカ海軍空母機動部隊の探知・追跡・破壊以外にも、攻撃原潜としての任務にも投入され、活躍した。ただし主兵装である対艦ミサイルが短射程であったことから、のちに長射程型が開発されると、これを搭載した発展型の670M型（チャーリーII型）へと配備は移行した。

## 来歴
1950年代から60年代にかけて、ソ連海軍は、VM-A型加圧水型原子炉を動力源とする各種の原子力潜水艦（ノヴェンバー型SSN、エコー型SSGN、ホテル型SSBN）の開発に成功した。しかし当時、アメリカ海軍においては、航空母艦（CVN）や原子力ミサイル嚮導駆逐艦（DLGN）の原子力推進化が進み、艦隊行動において30ノット以上の速力の維持が可能となりつつあり、これらに対してVM-A搭載艦では長時間の追尾維持が困難と考えられた。また特にSSGNに関しては、主兵装となるP-6対艦ミサイルを発射する際には、その前後長時間にわたって浮上していなければならず、これでは戦術的な効果が極めて低いものと判断された。
このことから、1950年代末期より、ソ連海軍は既に第2世代のSLCMおよびSSGNの開発に着手していた。まず1959年4月1日、P-6の開発を担当していた第52設計局（OKB-52）に対し、ソ連政府は「水中発射対艦巡航ミサイル（P-70型）の設計」に関する指令を下した。そして1960年5月9日には、これを搭載する次世代の量産型SSGNに関して、第112設計局（OKB-112）の素案が選定されて設計を依頼された。OKB-112は以前、613型潜水艦を設計した経験を生かし、副局長ヴォロビエフ・ウラジミール・ペトロヴィッチを主任設計者として開発を開始したが、この時点で、前任の対艦任務SSGNである675型（エコーII型）はまだ1隻も竣工していない状況であった。1963年7月、政府は本型の設計を承認し、1964年より建造が開始された。

## 設計

本型のイメージ図。

本型の設計にあたっては、ほぼ並行して設計作業が進められていた671型潜水艦（ヴィクター型SSN）の要素が積極的に導入された。また本型の開発にやや先行して、同じくP-70を主兵装とするものの、最大速力38ノットと速力では遥かに勝る高速原潜である661型潜水艦（パパ型）の開発が進められており、その技術もバックフィットされている。ただし661型は、世界初のチタン製大型潜水艦であったことから建造作業は難航し、実際の進水は本型が先行することとなった。
船型としては671型と同じく涙滴型が採用された。船体構造としては、前部と後部が複殻式、セイルのある中央部が単殻式とされ、このうち前部では外殻と内殻のあいだに、傾斜角32.5度をつけてP-70のコンテナが収容された。このように複殻の隙間にSLCMの発射筒を設置する手法は第3世代のSSGNでも踏襲されることとなっている。ただし排水量が少なく兵器が重いことから、耐圧殻の厚さが制限されて最大潜航深度は300メートルに留められ、また予備浮力が極限まで切り詰められたため1区画浸水でも浮上不能となった。また船殻材はAK-29高張力鋼（耐力80kgf/mm2 / 784MPa）、セイルや上部構造は軽合金、ソナーのアンテナ・フェアリングにはチタン合金と多種多様の金属が用いられたことから、腐蝕防止は重要な問題となった。なお、重量軽減策の一環として、ソ連原潜として初めて原子炉1基・推進器1軸の構成が採用されたことから、単機出力の大きいVM-4O型原子炉によるOK-350主機が開発されて搭載された。また675型では静粛性に大きな問題があった反省から、タービン等は防振装置付架台に載せられ、船体には吸音ゴムが貼付されたほか、推進器も、当初は5翔式であったが、のちに各4翔の二重反転式（直径3.92メートルと同3.82メートル）とされた。これにより、本型は、同世代でもっとも静かな原潜となった。

## 装備
ソナーとしては、同世代艦で標準的となった低周波・大出力のMGK-300「ルビン」（探知距離60km）は排水量制限のために搭載できず、探知距離は短いがより小型のMGK-100「ケルチ」（探知距離20km）とされ、のちにMGK-400「ルビコン」に換装された。また航法支援やミサイル発射などを自動化するため、ブレスト型作戦情報統合システムも搭載されていた。ブレストは高度に自動化され、複雑な管制処理が可能であり、乗組員の負担減少に貢献したことから、本型は、高度な自動化を備えていた705型（アルファ型）が「自動艦」と通称されていたのになぞらえて「半自動艦」と通称された。
主兵装として搭載されたP-70「アメチースト」（SS-N-7「スターブライト」）対艦ミサイルは、世界で初めて水中発射に対応した巡航ミサイルである。ただしその搭載数は、排水量制限のために、661型が同ミサイルを10発搭載していたのに対して8発に減少した（うち2発は核弾頭搭載）。また、射程は70kmと短距離であったが、これについては、本型が静粛性に優れ、敵艦隊の対潜哨戒網を比較的容易に突破できたことから、むしろ近距離からの発射による奇襲効果によって、要撃される公算を低減することに寄与していた。

## 同型艦

### 一覧表
| 艦番号            | 建造番号 | 造船所 | 起工            | 進水           | 竣工            | 所属          | 除籍            |
| ----------------- | -------- | ------ | --------------- | -------------- | --------------- | ------------- | --------------- |
| K-25              | 703      | 112    | 1965年 12月2日  | 1968年 7月31日 | 1968年 12月30日 | 北方 → 太平洋 | 1991年 6月24日  |
| UTS-550→K-43→B-43 | 701      | 112    | 1964年 5月9日   | 1966年 8月2日  | 1967年 11月6日  | 北方 → 太平洋 | 1992年 7月3日   |
| K-87 (K-122)      | 702      | 112    | 1965年 2月6日   | 1968年 3月20日 | 1968年 12月28日 | 北方 → 太平洋 | 1990年 4月19日  |
| K-121→B-121       | 704      | 112    | 1966年 11月25日 | 1969年 4月29日 | 1969年 10月31日 | 北方 → 太平洋 | 1993年 6月30日  |
| K-201 (B-201)     | 721      | 112    | 1971年 11月16日 | 1972年 9月12日 | 1972年 12月26日 | 北方 → 太平洋 | 保管中          |
| K-302 (B-302)     | 713      | 112    | 1969年 1月17日  | 1970年 7月11日 | 1970年 12月1日  | 北方 → 太平洋 | 1993年 6月30日  |
| K-308 (B-308)     | 711      | 112    | 1967年 12月29日 | 1970年 2月19日 | 1970年 9月20日  | 北方 → 太平洋 | 1992年 7月30日  |
| K-313 (B-313)     | 705      | 112    | 1966年 7月14日  | 1969年 7月16日 | 1969年 12月16日 | 北方 → 太平洋 | 1992年 7月3日   |
| K-320 (B-320)     | 712      | 112    | 1968年 4月30日  | 1971年 3月27日 | 1971年 9月15日  | 北方 → 太平洋 | 1994年 7月5日   |
| K-325             | 714      | 112    | 1969年 9月6日   | 1971年 6月4日  | 1971年 11月5日  | 北方 → 太平洋 | 1991年 6月24日  |
| K-429 (UTS-130)   | 715      | 112    | 1971年 1月26日  | 1972年 4月22日 | 1972年 9月15日  | 北方 → 太平洋 | 1986年 10月12日 |

### 運用史
1965年から建造開始、1972年までに11隻が建造され、同年にはP-70も実戦配備されて作戦任務が可能になった。これらはまず北方艦隊に配備され、地中海に派遣されて、アメリカ海軍第6艦隊に対する作戦任務に従事した。黒海艦隊への配備も計画されたが、海峡問題などから断念された。1972年5月には、地中海において本型の1隻であるK-313がミサイル発射訓練を行い、この様子を観測したアメリカ海軍は、地形が複雑で原潜が隠れやすい地中海が本型にとって好適な戦場であることを認識して、空母機動部隊の運用を大幅に変更せざるを得なくなった。
1974年以後、本型は順次に太平洋艦隊に転属していき、最終的には全艦が太平洋艦隊所属となった。これらの艦は第2原潜艦隊第10原潜師団（対空母）に配属されたが、太平洋艦隊では攻撃原潜が不足していたこともあり、戦略原潜の聖域の防護任務にも充当された。
1976年10月8日、日本の漁船がカムチャツカ半島西岸沖合約250kmの海域で操業中、ソビエトの潜水艦が漁網に絡まり浮上するという珍事が発生した。この潜水艦はチャーリー1型原子力潜水艦と見られている。
その後、性能の陳腐化やソビエト連邦の崩壊などの影響により、1986年より順次に退役を開始し、1995年までに全艦が除籍された。なおこの間、1988年から1989年にかけて、1番艦K-43はインド海軍にリースされて「チャクラ」として再就役し、原潜の運用ノウハウ蓄積に貢献した。除籍後は順次解体されており、1隻は日本政府のロシア極東退役原子力潜水艦解体事業「希望の星」に基づき、2008年から2009年12月までにカムチャツカ地方の北東地域修理センターで解体された。